# Ivete Sacramento
Ivete Alves do Sacramento é uma professora titular da Universidade do Estado da Bahia. Primeira reitora negra do país. Junto ao Conselho Universitário da UNEB, implantou em 2002, as cotas para ingresso de negros e negras na universidade. É escritora, política e etnolinguista, destacada defensora de direitos raciais dos negros brasileiros, com ênfases nas mulheres negras.
Em 1972, obteve licenciatura em Letras, pela Universidade Federal da Bahia, e em 1975 em línguas vernáculas. Em 1984, completou a especialização em gramática portuguesa pela Faculdade de Ciências da Educação e Letras Olavo Bilaspur. Em 1992, obteve título de Mestre em Educação, pela Universidade de Quebec em Montreal, defendendo a dissertação: Estudo sobre o tipo de enfoque adoptado pelo professor de literatura da disciplina dos meninos no curso da primeira cátedra de grau nas escolas públicas da cidade de Salvador, Bahia, com a assessoria de Kátia Siqueira de Freitas.
Desde 1981, desenvolve atividades acadêmicas e científicas na Universidade Federal da Bahia, eleita como reitora em 1998 e reeleita em 2002.
É fundadora do Movimento Negro Unificado da Bahia.

## Algumas publicações
- SACRAMENTO, Ivete Alves Do. 2001. Qualificação das universidades. Cadct 10 Anos, pp. 23-23

- SACRAMENTO, Ivete Alves Do. 2001. Quilombo do Ambrósio: um sítio histórico, patrimônio da sociedade brasileira. Rev. Cepaia Realidades Afro Indígenas, Salvador 1: 1-107

- SACRAMENTO, Ivete Alves Do. 2000. Histórico de uma raça. Raça Negra 5000 1: 8-9

### Capítulos de livros
- SACRAMENTO, Ivete Alves Do. 2003. Apresentação. Em: I.A. do Sacramento (org.) Relatório da pesquisa de egressos dos cursos de graduação da UNEB. Salvador: Editora da UNEB

- SACRAMENTO, Ivete Alves Do. 2000. Apresentação. Em: I. Santos Prado; Zita Maria Farias Gomes Guimarães (orgs.) Extensão e cidadania missão social da universidade. Salvador: Editora UNEB, 2000, p. 5.

- SACRAMENTO, Ivete Alves Do. 2000. Apresentação. Em: Maria José Etelvina dois Santos (org.) Jogos e exercícios vivenciais em educação emocional: Uma experiência da rede UNEB-2000. Cruz das Almas: Gráfica e editora nova civilização

- SACRAMENTO, Ivete Alves Do. 1999. Apresentação. Em: I.A. do Sacramento (org.) Breve Léxico da Língua Baniwa do Içana. Salvador: Editora UNEB

- SACRAMENTO, Ivete Alves Do. 1999. Apresentação. Em: Jorge dos Santos Martins (org.) Como construir trabalhos científicos. Salvador: Editora da UNEB

## Honras

### Prêmios e Homenagens
2007
- prêmio Claudia

2005
- Medalha Mérito Policial Militar, Polícia Militar da Bahia
- Cidadão Nazareno, Prefeitura de Nazaré

2004
- Troféu Raça Brasil 500 anos, Sociedade Afrobrasileira de Desenvolvimento Sócio Cultural - AFROBRAS
- Amigo da PE, Polícia do Exército - PE/BA

2003
- Comenda Maria Quitéria, Câmara de Vereadores de Salvador
- Prêmio Direitos Humanos, Secretaria Especial dos Direitos Humanos

2002
- Amigo da Polícia Militar, Polícia Militar da Bahia
- Moção de Felicitação, Prefeitura de Nazaré
- Membro Honoraria, Federação de Academias de Letras e Artes da Bahia e a Associação Cultural Amigos dos Sertões
- Membro Conselho Consultivo da Casa de Angola na Bahia, Casa de Angola na Bahia
- Membro Conselho Consultivo do Grupo Afro Cultural Olodum, Grupo Afro Cultural Olodum
- Menção Honrosa, Festa do Divino Espírito Santo 2002 - Igreja de Santo Antônio Além do Carmo
- Menção Honrosa, Instituto Central de Educação Isaías Alves

2001
- Amigo do Peito, Projeto Cidadão
- Membro Conselho Consultivo do Grupo Cultural Filhas de Ghandy, Grupo Cultural Filhas de Ghandy

2000
- Diploma de Grande Benemérito, Sociedade Beneficente amigos de Cairú
- Membro Conselho Consultivo do Patrimônio Cultural, Instituto do Patrimônio Histórico e Artístico Nacional - IPHAN
- Medalha Porto Seguro, 500 anos do Brasil - Prefeitura Municipal de Porto Seguro

1999
- Pessoa de Distinção pelos louros de Educação e Promoção dos Direitos Humanos, Municipalidad de Kalamazoo, State of Michigan, EE. UU.
- Troféu Zumbi dois Palmares, GTI - Câmara Federal do Brasil
- Troféu Zumbi dois Palmares, GTI - Câmara Federal do Brasil.
- Conferência Nacional de Direitos Humanos, Secretária do Estado dois Direitos Humanos.
- Título de Amizade Maçônica, Entidade Maçônica de Estado da Bahia

1998
- Sócia-benemérita, Costa Verde Tennis Clube
- Comenda Ordem do Mérito da Bahia, Governo do Estado da Bahia.
- Mulher Destacada, Comissão Especial para a Defesa da Assembleia de Direitos da Mulher Legislativa da Bahia.